# Leptophion longiventris
Leptophion longiventris là một loài tò vò trong họ Ichneumonidae.